# トマス・ウェストン (第4代ポートランド伯爵)
第4代ポートランド伯爵トマス・ウェストン（英語: Thomas Weston, 4th Earl of Portland、1609年10月9日洗礼 – 1688年5月）は、イングランド貴族。第一次イングランド内戦で騎士党の一員として戦って捕虜になった。のちにルーヴェン（現ベルギー領）に逃亡し、カトリックに改宗して修道士になった。

## 生涯
初代ポートランド伯爵リチャード・ウェストンと2人目の妻フランシス（Frances、1645年没、ニコラス・ウォルドグレイヴの娘）の息子として生まれ、1609年10月9日にエセックス州ロクスウェルで洗礼を受けた。1626年5月12日、オックスフォード大学ウォダム・カレッジに入学、1629年にM.A.の学位を修得した。
1635年に8,000ポンドでスクリーンス（Skreens）の地所をジョン・ブラムストンに売却し、同年4月に初代クリーヴランド伯爵トマス・ウェントワースと決闘して負傷した。
第一次イングランド内戦では1642年8月から9月にかけてポーツマス包囲戦で騎士党（王党派）のゴリング卿ジョージ・ゴリングを支持し、1645年9月24日のロートン・ヒースの戦いでは王党派の陸軍大佐として戦ったが捕虜になった。のちに海外逃亡し、1649年4月にはフランス王国のルーアンに滞在し、1654年までにスペイン領ネーデルラントのルーヴェンにある修道院に移ってカトリックに改宗した。
1665年6月3日に兄の息子チャールズが死去すると、ポートランド伯爵位を継承した。1667年にアン・ブロント（Anne Blount、1669年5月/6月没、第2代ボトラー男爵ウィリアム・ボトラーの娘、初代ニューポート伯爵マウントジョイ・ブロントの未亡人）と結婚したが、2人の間に子供はいなかった。
以降も困窮を理由にフランドルの修道院に住み、1687年のクリスマス直前にはイングランド王ジェームズ2世より100ポンドが送られた。
1688年5月にルーヴェンで死去、後継者がおらず爵位はすべて廃絶した。